# Forrás (átalakulás)
A forrás a folyadékok gyors átalakulása gőzzé. Ez jellemzően akkor jön létre, ha a folyadékot olyan hőmérsékletre melegítjük, amikor a gőz nyomása nagyobb a külső nyomásnál, ekkor az anyag belsejében gőzfázis keletkezik, és a gőz buborék formájában távozik, ezt a (nyomástól függő) hőmérsékletet nevezzük forráspontnak. A folyadék akkor is forrásba jön, ha a külső nyomást csökkentjük le elegendő mértékben, például egy vákuumszivattyúval. Forráshőnek, illetve párolgáshőnek nevezzük azt a hőmennyiséget, amely egységnyi tömegű anyag elforralásához szükséges. Értéke az izobár moláris (vagy fajlagos) entalpiaváltozás formájában adható meg: {\displaystyle \Delta _{vap}{H}^{\ominus }}.
A párolgás folyamán csak a folyadék felszínén keletkezik gőz. A forráspont egy adott nyomáson állandó, a rendszer (folyadék + gőztér) nyomásának növelésével a forráspont is megemelkedik, a nyomást csökkentve a forráspont is lecsökken. A folyadék a forráspont fölé addig nem hevíthető, amíg teljes mennyisége gőzzé nem alakul. A folyadékok ún. normál forráspontján a normál légköri nyomásra vonatkoztatott (101 325 Pa = 1 atm) hőmérsékletet értjük.
A forrásban lévő víz hőmérséklete normál légköri nyomáson 100 °C.
A tiszta víz egyik tulajdonsága, hogy óvatosan melegítve túlhevíthető, mely állapotban nagyon instabil. Egy beeső porszem, vagy rázás hatására a víz robbanásszerűen gőzzé alakul. Ez a jelenség sokszor okozott kazánrobbanást, de ezt használják ki a buborékkamrákban is részecskék észlelésére.
Néhány anyag forráspontja és forráshője normál légköri nyomáson:
| Anyag       | Forráspont °C | Forráshő kJ/kg        |
| ----------- | ------------- | --------------------- |
| Alumínium   | 2 450,0       | 10 886,2              |
| Ólom        | 1 740,0       | 879,2                 |
| Vas         | 3 000,0       | 4647,6                |
| Arany       | 2 970,0       | 1 758,5               |
| Grafit      | 4 830,0       | (szublimáció)         |
| Vörösréz    | 2 600,0       | 4 647,6               |
| Ezüst       | 2 210,0       | 2 177,2               |
| Volfrám     | 5 500,0       | 4 815,1               |
| Ón          | 2 270,0       | 2 595,9               |
|             |               |                       |
| Aceton      | 56,0          | 524,63                |
| Benzol      | 80,0          | 396                   |
| Etanol      | 78,0          | 906,07                |
| Higany      | 356,6         | 287,72                |
| Víz         | 100,0         | 2 256,37              |
|             |               |                       |
| Ammónia     | -33,0         | 1 368,31              |
| Szén-dioxid | -78,0         | 572,78 (szublimációs) |
| Oxigén      | -183,0        | 213,12                |
| Nitrogén    | -195,8        | 199,30                |
| Hidrogén    | -252,5        | 460,57                |